# ماناواتو - وانجانوي
ماناواتو - وانجانوي (بالإنجليزية: Manawatu-Wanganui)‏ هو أقليم في نيوزيلندا، بلغ عدد سكانه 232٬500 نسمة، في 2012، عاصمته بالميرستون نورث، تبلغ مساحته 22٬215 كيلومتر مربع.

## أعلام
- روب تومسون
- ستيفن بريت
- فاليري تود ديفيز
- جيد بروفي
- غرانت باتي